# Fort Hill (Oregon)
Fort Hill az Amerikai Egyesült Államok északnyugati részén, Oregon állam Polk és Yamhill megyéiben elhelyezkedő statisztikai település. A 2020. évi népszámlálás adatai szerint 154 lakosa van.
1885–1886-ban telepesek egy csoportja az azonos nevű dombon telepedett le; az egykori lakóház ma Daytonban található.

## Fordítás
- Ez a szócikk részben vagy egészben  a   Fort Hill, Oregon című angol Wikipédia-szócikk ezen változatának fordításán alapul.  Az eredeti cikk szerkesztőit annak laptörténete sorolja fel. Ez a jelzés csupán a megfogalmazás eredetét és a szerzői jogokat jelzi, nem szolgál a cikkben szereplő információk forrásmegjelöléseként.